# Capelica oxylopha
Capelica oxylopha är en fjärilsart som beskrevs av Turner 1944. Capelica oxylopha ingår i släktet Capelica och familjen nattflyn. Inga underarter finns listade i Catalogue of Life.